# Petrificação

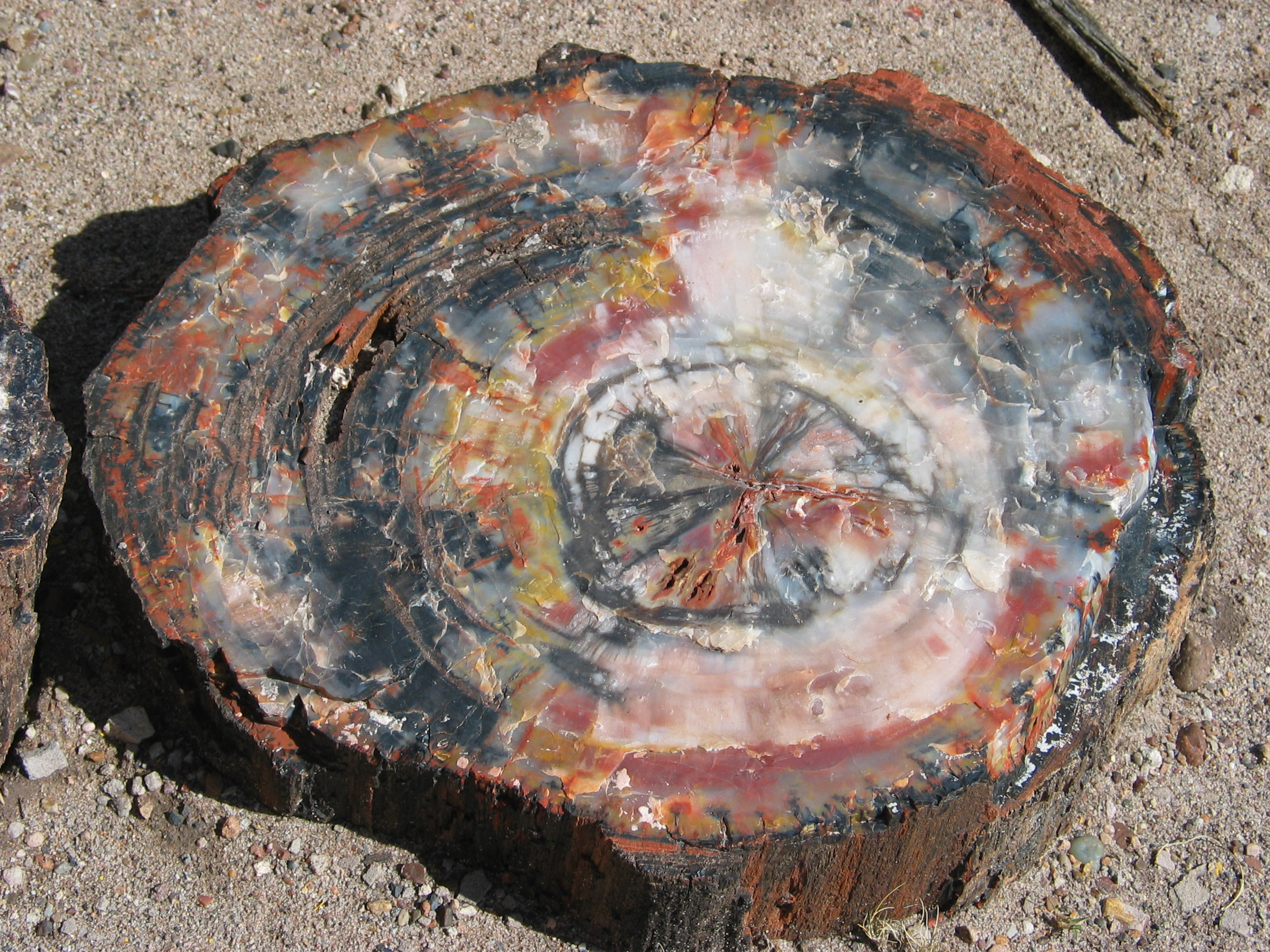
Sobras de árvores que sofreram petrificação no Parque Nacional da Floresta Petrificada

Em geologia, petrificação é o processo pelo qual a matéria orgânica se torna um fóssil através da substituição do material original e do preenchimento dos espaços de poros originais com os minerais. A madeira petrificada tipifica esse processo, mas todos os organismos, de bactérias a vertebrados, podem ficar petrificados (embora materiais mais duráveis como ossos, bicos e conchas sobrevivam melhor ao processo do que restos mais macios, como tecido muscular, penas ou pele) . A petrificação ocorre através de uma combinação de dois processos similares: permineralização e substituição. Esses processos criam réplicas do espécime original que são semelhantes ao nível microscópico.

## Processos

### Permineralização
Um dos processos envolvidos na petrificação é a permineralização. Os fósseis criados através deste processo tendem a conter uma grande quantidade do material original do espécime. Este processo ocorre quando a água subterrânea contendo minerais dissolvidos (mais comumente quartzo, calcita, pirita, siderita (carbonato de ferro) e apatita (fosfato de cálcio)) preenche espaços de poros e cavidades de espécimes, especialmente ossos, conchas ou madeira. Os poros dos tecidos dos organismos são preenchidos quando esses minerais precipitam para fora da água. Dois tipos comuns de permineralização são a silicificação e a piritização.

#### Silicificação
A silicificação é o processo no qual a matéria orgânica fica saturada com sílica. Uma fonte comum de sílica é o material vulcânico. Estudos mostraram que, nesse processo, a maior parte da matéria orgânica original é destruída. silicificação ocorre mais freqüentemente em dois ambientes - ou o espécime está enterrado em sedimentos de deltas e planícies de inundação ou organismos estão enterrados em cinzas vulcânicas. A água deve estar presente para que a silicificação ocorra porque reduz a quantidade de oxigênio presente e, portanto, reduz a deterioração do organismo por fungos, mantém a forma do organismo e permite o transporte e a deposição de sílica. O processo começa quando uma amostra é permeada com uma solução aquosa de sílica. As paredes das células da amostra são progressivamente dissolvidas e a sílica é depositada nos espaços vazios. Em amostras de madeira, à medida que o processo avança, a celulose e a lignina, dois componentes da madeira, são degradadas e substituídas por sílica. O espécime é transformado em pedra (um processo chamado litificação) quando a água é perdida. Para que a silicificação ocorra, as condições geotérmicas devem incluir um pH neutro a ligeiramente ácido e uma temperatura e pressão semelhantes a ambientes sedimentares de profundidade rasa. Sob condições naturais ideais, a silicificação pode ocorrer a taxas próximas das vistas na petrificação artificial.

#### Piritização
A piritização é um processo semelhante à silicificação, mas envolve a deposição de ferro e enxofre nos poros e cavidades de um organismo. A piritização pode resultar tanto em fósseis sólidos quanto em tecidos moles preservados. Em ambientes marinhos, a piritização ocorre quando os organismos são enterrados em sedimentos contendo uma alta concentração de sulfuretos de ferro. Os organismos liberam sulfeto, que reage com o ferro dissolvido na água circundante, quando se decompõe. Essa reação entre ferro e sulfetos forma pirita (FeS 2). O material da casca de carbonato do organismo é então substituído por pirita devido a uma maior concentração de pirita e uma menor concentração de carbonato na água circundante. A piritização ocorre em menor grau em plantas em ambientes de argila.

### Substituição
A substituição, o segundo processo envolvido na petrificação, ocorre quando a água contendo minerais dissolvidos dissolve o material sólido original de um organismo, que é então substituído por minerais. Isso pode acontecer de forma extremamente lenta, replicando a estrutura microscópica do organismo. Quanto mais lenta a taxa do processo, melhor definida será a estrutura microscópica. Os minerais comumente envolvidos na reposição são calcita, sílica, pirita e hematita. É raro encontrar organismos preservados apenas por substituição (em oposição à combinação com a permineralização), mas esses fósseis apresentam importância significativa para os paleontologistas porque esses fósseis tendem a ser muito detalhados.

## Usos
Não são apenas os fósseis produzidos pelo processo de petrificação usado no estudo paleontológico, mas também utilizados como peças decorativas e informativas. A madeira petrificada é usada de várias maneiras. Lajes de madeira petrificada podem ser trabalhadas em tampos de mesa, ou as próprias placas às vezes são exibidas de forma decorativa. Além disso, pedaços maiores da madeira foram esculpidos em pias e bacias. Outras peças grandes também podem ser trabalhadas em cadeiras e bancos. Madeira petrificada e outros organismos petrificados também têm sido usados em joalheria, escultura, relojoaria, cinzeiros e fruteiras, além de decorações paisagísticas e de jardins.

### Arquitetura
A madeira petrificada também tem sido usada na construção. O Posto de Gasolina da Madeira Petrificada, localizado em Main St Lamar, Colorado, foi construído em 1932 e consiste em paredes e pisos construídos com pedaços de madeira petrificada. A estrutura, construída pela WG Brown, já foi convertida para escritórios e uma revendedora de carros usados. Glen Rose, Texas, fornece ainda mais exemplos do uso de madeira fossilizada na arquitetura. A partir dos anos 20, os fazendeiros do Condado de Somervell, Texas, começaram a descobrir árvores petrificadas. Artesãos e pedreiros locais então construíram mais de 65 estruturas a partir desta madeira petrificada, 45 das quais ainda estavam em pé desde junho de 2009. Estas estruturas incluem postos de gasolina, canteiros de flores, casas de campo, restaurantes, fontes e portões de portão. Glen Rose, Texas também é conhecido por Dinosaur Valley State Park e Glen Rose Formation, onde pegadas fossilizadas de dinossauros do período Cretáceo podem ser vistas. Outro exemplo do uso de madeira petrificada em construção é o Agate House Pueblo, no Parque Nacional da Floresta Petrificada, no Arizona. Construído por um povo ancestral de Pueblo há cerca de 990 anos, este edifício de oito cômodos foi construído quase inteiramente em madeira petrificada e acredita-se que tenha servido como uma casa de família ou centro cerimonial.

## Petrificação artificial
Em 2005, cientistas do Pacific Northwest National Laboratory (PNNL) relataram que haviam petrificado com sucesso amostras de madeira artificialmente. Ao contrário da petrificação natural, no entanto, eles infiltraram amostras em soluções ácidas, difundiram-nas internamente com titânio e carbono e as queimaram em um forno de alta temperatura (por volta de 1400 °C) em uma atmosfera inerte para produzir um composto de matriz cerâmica feito pelo homem de carboneto de titânio e carboneto de silício ainda mostrando a estrutura inicial da madeira. Usos futuros veriam esses materiais de madeira-cerâmica artificialmente petrificados eventualmente substituindo superligas à base de metal (que são revestidas com cerâmica ultrahard) na indústria de ferramentas. Outra matéria vegetal poderia ser tratada em um processo similar e produzir pós abrasivos. Os cientistas tentaram petrificar artificialmente os organismos já no século XVIII, quando Girolamo Segato alegou ter supostamente "petrificado" restos humanos. Seus métodos foram perdidos, mas a maior parte de suas "peças" está em exibição no Museu do Departamento de Anatomia de Florença, na Itália. Tentativas mais recentes foram bem sucedidas e documentadas, mas devem ser consideradas como semi-petrificação ou petrificação incompleta ou pelo menos como produtoras de algum novo tipo de compósito de madeira, já que o material de madeira permanece em certo grau; os constituintes da madeira (celulose, ligninas, lignanas, oleorresinas, etc.) não foram substituídos por silicato, mas foram infiltrados por soluções ácidas especialmente formuladas de sais de aluminossilicato que gelificam em contato com a matéria da madeira e formam uma matriz de silicatos dentro da madeira depois de ser deixado a reagir lentamente por um determinado período de tempo na solução ou curado a quente para resultados mais rápidos. Hamilton Hicks de Greenwich, Connecticut, recebeu uma patente para sua "receita" para rápida petrificação artificial de madeira sob patente US 4.612.050 em 1986. A receita de Hicks consiste em água altamente mineralizada e uma solução de silicato de sódio combinada com um ácido diluído um pH de 4,0-5,5. Amostras de madeira são penetradas com esta solução mineral através de repetidas submersões e aplicações da solução. A madeira tratada desta maneira é - de acordo com as reivindicações da patente - incapaz de ser queimada e adquire as características da madeira petrificada. Alguns usos deste produto como sugerido por Hicks incluem o uso por criadores de cavalos que desejam estábulos à prova de fogo construídos de material não tóxico que também seria resistente à mastigação da madeira por cavalos.